# Gallienus római császár
Publius Licinius Egnatius Gallienus, általánosan elterjedt néven Gallienus császár (Etruria, 218 körül – Mediolanum, 268 szeptembere) a Római Birodalom császára volt: 253-tól 260-ig apja, I. Valerianus társcsászára, majd 268-ig egyedül császár. Válságos időkben került a trónra (ld. harmadik századi válság) és csak részben birkózott meg a kihívásokkal: elődeinél jóval hosszabb ideig tudott a trónon maradni, sok katonai győzelmet aratott, de állandóan trónkövetelők léptek fel ellene és nem tudta megakadályozni, hogy a birodalom bizonyos részei elszakadjanak.
Apja és valószínűleg anyja, Egnatia Mariniana is szenátori családból származott.
A harmadik századi válság sajátossága volt, hogy az egymást követő császárok csak rövid ideig tudták megtartani a hatalmat. Gallienus kivétel. Valerianus hatalommegosztása fiával, Gallienusszal hatékonyabb kormányzást tett lehetővé, de Gallienus ellen is tucatnyinál több trónkövetelő lépett fel uralkodása folyamán. Bár kevés egyébre jutott ideje, mint trónja védelmezésére, a korszak más császáraitól eltérően Gallienus megértette, hogy a birodalom fenntartása az ideológiai alapok megerősítését követeli. Nem a terjedő kereszténységhez, hanem a régebbi antik hagyományokhoz nyúlt, anélkül hogy a keresztények üldözésébe fogott volna (ezért Eusebius dicsérőleg szól róla Ecclesiastia Historica című művében). Attikába utazva beavattatta magát az eleusziszi misztériumokba és másokat is erre ösztönzött. Plótinoszt, akit Ivar Lissner német történész „az utolsó antik embernek” nevezett, Gallienosz idejében az uralkodói család támogatta.
Mindig is a központi területek légióira támaszkodott. Nagyobb központokat hozott létre a hátországban, ez rugalmas védekezést biztosított, míg a határnál kisebb egységeket különített el.

## Élete
Jóannész Malalasz bizánci történetíró és a 4. századi Epitome de Caesaribus történeti munka szerint Gallienus körülbelül 50 éves volt, amikor meghalt, így 218 körül születhetett. Érmefeliratok Gallienust, illetve anyja családját, az Egnatiusokat az etruriai Falerii várossal kötik össze, ez lehetett szülőhelye is.
Amikor apját császárrá kiáltották ki, arra kérte a Szenátust, hogy fiának adományozza az Augustus címet, és ezzel megossza vele a hatalmat. Valerianus a Birodalom keleti felét kormányozta, azt tűzve ki célul, hogy megbirkózzon az egyre erősödő perzsa fenyegetéssel, Gallienus pedig Itáliában maradt és a Rajnán és a Dunán túlról betörő germán támadások ellen védekezett. Ezen a módon az uralkodónak kisebb területért kellett felelnie és könnyebben a helyszínre siethetett, ha a barbár uralkodók akik ellene szegültek a birodalomnak magukkal egyenrangú partnerrel akartak tárgyalni.

### Uralkodásának kezdete és Ingenuus felkelése
Gallienus ideje javát a rajnai tartományokban (Germania Inferior, Germania Superior, Raetia, Noricum), de majdnem bizonyos, hogy 253 és 258 között meglátogatta a Duna mellékét és Illyricumot. Eutropius és Aurelius Victor szerint energikusan és sikerrel védte a germán és gall tartományokat a germán támadóktól, amikor a birodalmat belső viszály gyengítette, mert 253-ban Valerianusnak Itáliába kellett vonulnia Aemilianus ellen. A numizmatikai bizonyítékok szerint is számos győzelmet aratott ott, és erre az időszakra teszik egy daciai győzelmét is. Még a vele ellenséges latin források is említik győzelmeit ebben az időszakban.
255-ben és 257-ben közt ismét consul volt. Ez talán arra utal, hogy ezekben az években futólag meglátogatta Rómát, de erről nem maradt fenn feljegyzés. Dunai kirándulása idején (Drinkwater szerint 255-ben vagy 256-ban) Caesarrá nevezte ki idősebbik fiát, II. Valerianust, és így maga és I. Valerianus örökösévé tette. A fiú valószínűleg részt vett a hadjáratban apja oldalán, majd amikor Gallienus 257-ben nyugatra ment a rajnai provinciákba, a császári fennhatóság képviselőjeként hátramaradt a Dunánál.
Valamikor 258 és 260 közt (a pontos időpont nem ismert), Gallienusnak szembe kellett néznie az uralkodása elleni első lázadással. Ingenuus, aki a pannoniai tartományok legalább egyikét kormányozta, magának követelte a bíbort, kihasználva, hogy Valerianust lefoglalta I. Sápúr szászánida király támadása keleten, miközben Gallienust is problémák kötötték le nyugaton. II. Valerianus meghalt a Dunánál, valószínűleg 258-ban, és haláláert vagy Ingenuus volt felelős, vagy tévesen annak tartották. Egy másik vélemény szerint Ingenuus, Regalianus és Postumus lázadásának kiváltója Valerianus veresége és foglyul esése volt az edesszai csatában Bármelyik eset is igaz, Gallienus sebesen cselekedett: fiát, Saloninust Caesarként a mai Kölnben hagyta, Albanus (vagy Silvanus) felügyelete alatt, a katonai parancsnokságot Postumusra bízva. Ezután sietve átvonult a Balkánon az Aureolus vezette új lovassereggel (comitatus) és Mursa vagy Sirmium mellett legyőzte a trónbitorlót. A győzelem főleg a lovasságnak és briliáns parancsnokának volt köszönhető. Ingenuust saját testőrei ölték meg, vagy öngyilkosságot követett el, miután székhelye, Sirmium elesett.

### Az alemann támadás

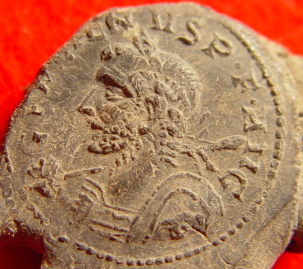
Gallienus ólompecséten, lándzsával és pajzzsal.

Valamikor 258 és 260 közt az alemannok és más germán törzsek nagy erejű támadást intéztek a birodalom ellen. A támadókat valószínűleg az bátorította fel, hogy a határokat védő katonai erőt meggyengítette, hogy a csapatokat Gallienusnak Ingenuus ellen kellett hátravonnia.
Elsőnek a frankok törtek be az Alsó-Rajnán át Galliába. Egy csapatuk egészen Hispania déli részéig jutott és kifosztotta Tarracót (a mai Tarragona). Ezután az alemannok törtek be, valószínűleg Agri Decumates provincián keresztül (a Felső-Rajna és Felső-Duna között), őket pedig valószínűleg a iutungok követték. Miutan felprédálták Germania Superiort és Raetiát (a mai Dél-Franciaország és Svájc egy része), a támadók Italiára vetették magukat. Hannibál óta, azaz több, mint 500 éve ez volt az első külső támadás Itália ellen. A támadók egészen Róma közeléig jutottak, ahol a Senatus által a helyi egységekből (valószínűleg a praetorianusokból és a polgárokból sebtében felállított sereg fogadta és verte vissza őket. Visszavonulóban a mai Milánó közelében Gallienus seregébe ütköztek, amely a mediolanumi csatában legyőzte őket. Gallienus vagy Galliából volt visszatérőben, ahol a frankok ellen harcolt, vagy a Balkánról jött. A iutungoknak zsákmányukkal és foglyaikkal együtt sikerült visszavonulniuk az Alpok mögé, de a mediolanumi csata döntőnek bizonyult. A következő tíz évben az alemannok nem háborgatták a birodalmat.
Egy 19. századi történész szerint a Senatus önálló akciója felkeltette Gallienus gyanakvását és féltékenységét és ennek következtében vesztették el a szenátorok katonai vezetői posztjaikat.

### Regalianus felkelése
Az alemann invázió körül történt, hogy Regalianus, Illyricum katonai parancsnoka magának követelte a trónt. A lázadás oka nem ismert, az események egyedüli forrása, a Historia Augusta sem szolgál hihető magyarázattal. Elképzelhető, hogy a felkelés azon provinciák elégedetlenségét tükrözte, amelyek úgy érezték, védelmüket elhanyagolják. Regalianus mintegy hat hónapig bitorolta a hatalmat és még érméket is veretett saját arcképével. Némi sikert ért el a szarmaták ellen, a Pannoniat elözönlő roxolánok azonban megdöntötték uralmát és maga Regalianus is meghalt, amikor a támadók elfoglalták Sirmiumot. Voltak feltételezések, hogy talán maga Gallienus hívta a roxolánokat Regalianus ellen, más történészek szerint azonban ez valószínűtlen. Feltételezik azt is, hogy a támadást végül Gallienus állította meg Verona közelében és hogy ő maga irányította az elpusztított tartomány újjáépítését.

### Valerianus fogsága, Macrianus felkelése
A birodalom keleti részében Valerianus komoly bajokkal állt szemben. „Szkíták” egy serege tengeri támadást intézett Pontus (a mai Törökország északi részében) ellen. Miután felprédálták Pontust, dél felé fordultak, Cappadocia provinciába. Valerianus ellenük vezette csapatait, de kudarcot vallott, talán, mert seregére nagy csapást mért egy járvány, és részben mert ugyanakkor I. Sápúr szászánida király lerohanta Észak-Mezopotámiát. 259-ben vagy 260-ban Valerianus vereséget szenvedett az edesszai csatában és fogságba esett. Sápúr seregei elözönlötték Ciliciát és Cappadociát és a győzelmi feliratok szerint 36 várost fosztottak ki. Az áradat csak akkor fordult vissza, amikor egy Callistus (Ballista) nevű tiszt és egy Fulvius Macrianus pénzügyi tisztviselő erőfeszítéseinek köszönhetően a keleti légiók maradványai és Odenathus palmyrai lovasai a betolakodók ellen fordultak.

## Galéria

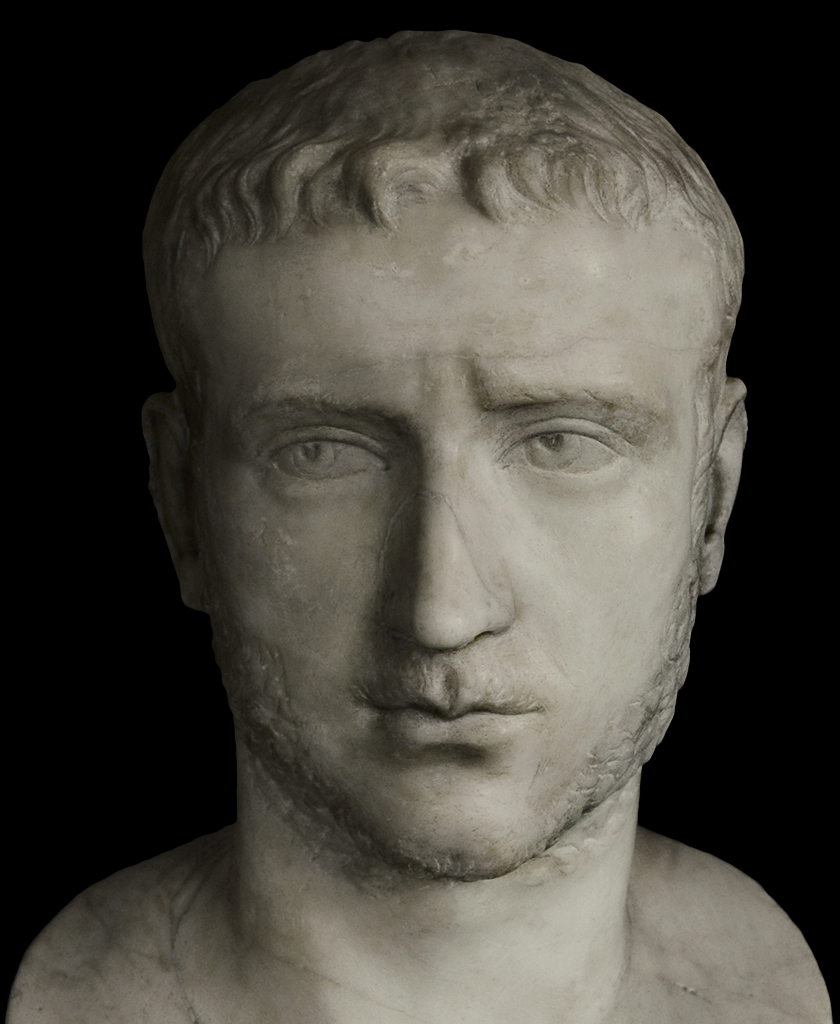
Gallienus római császár mellszobra a Capitoliumi Múzeumok gyűjteményéből.
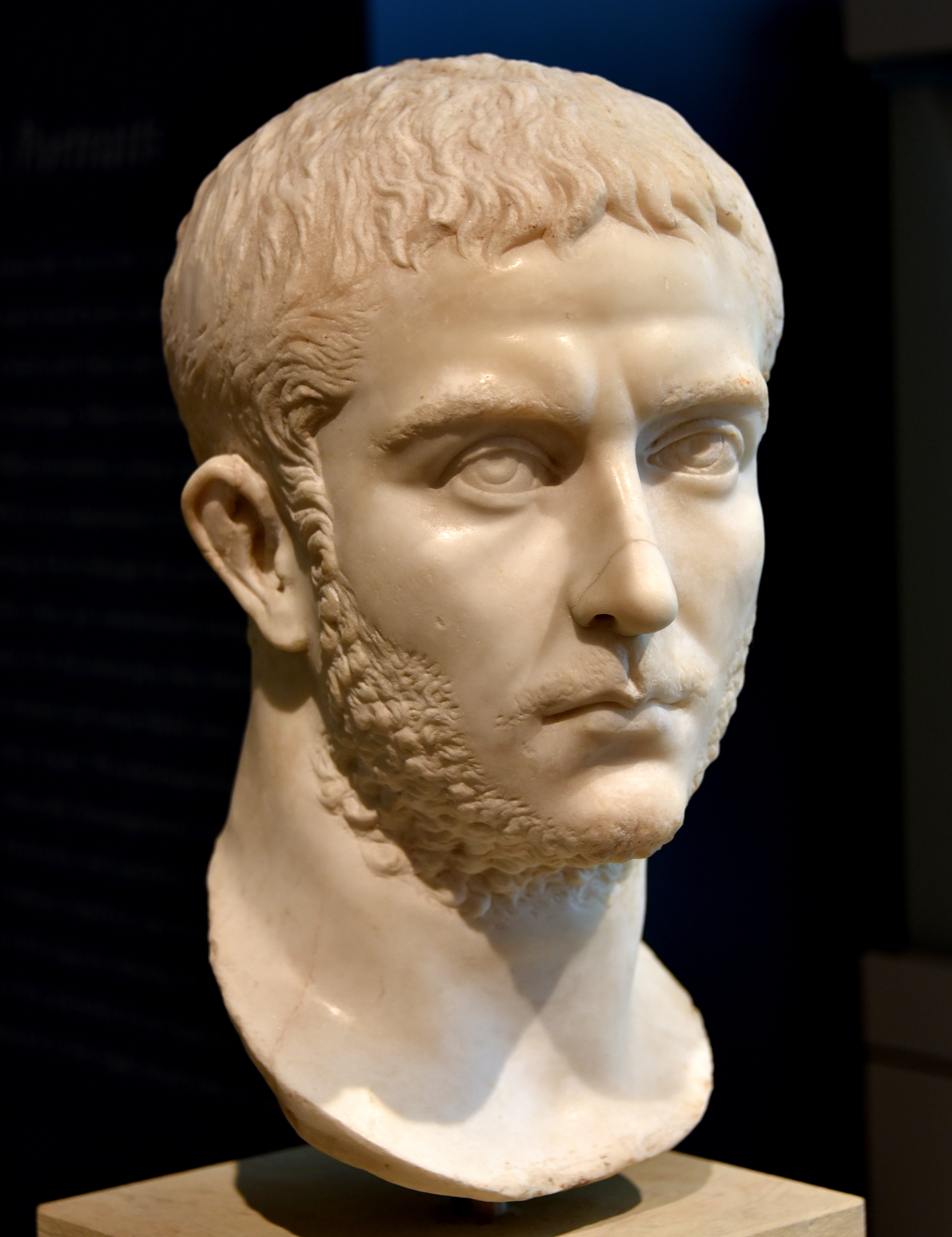
Gallienus római császár mellszobra a berlini Altes Museum gyűjteményéből.
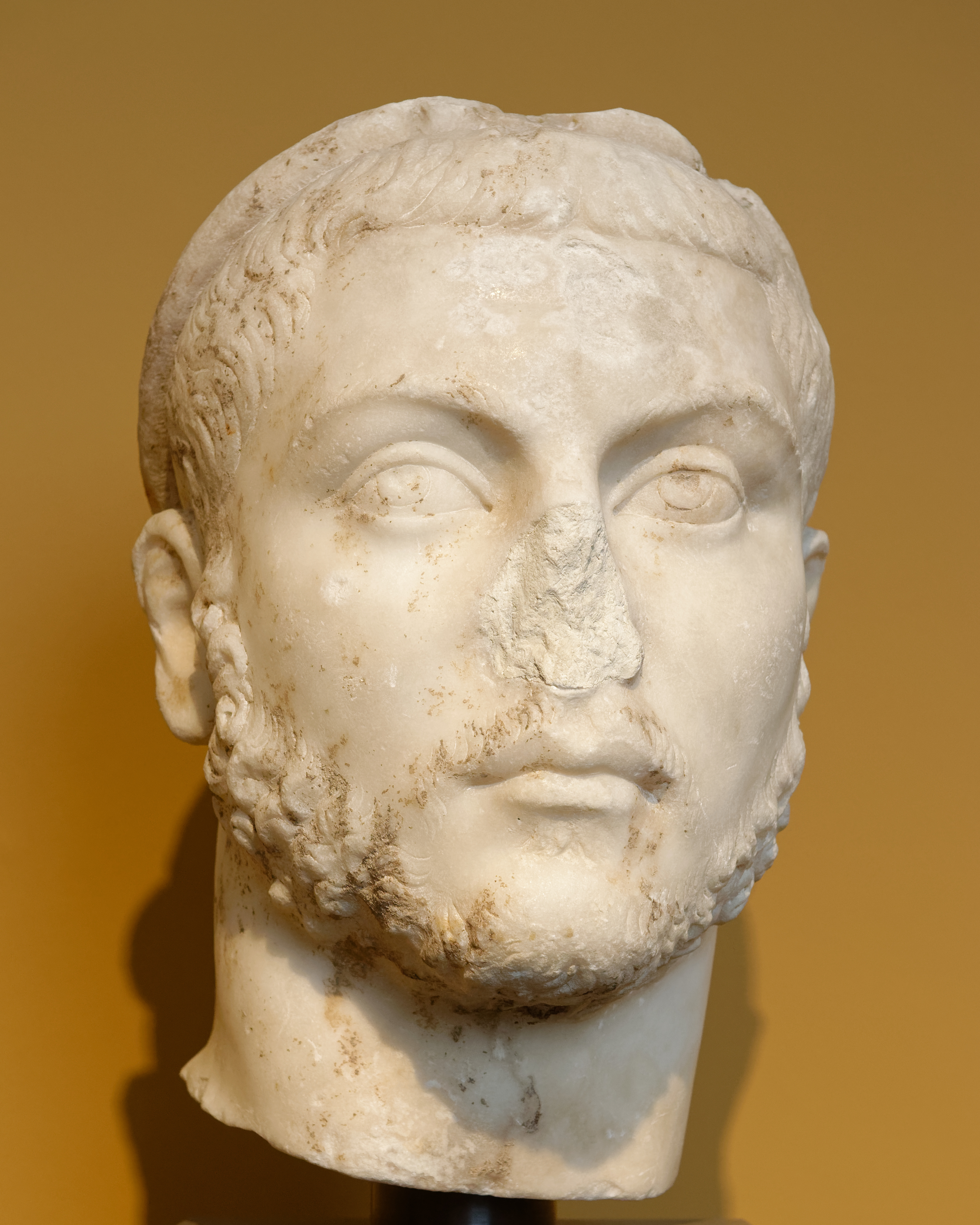
Gallienus római császár mellszobra a Carlsberg Glyptotek gyűjteményéből.
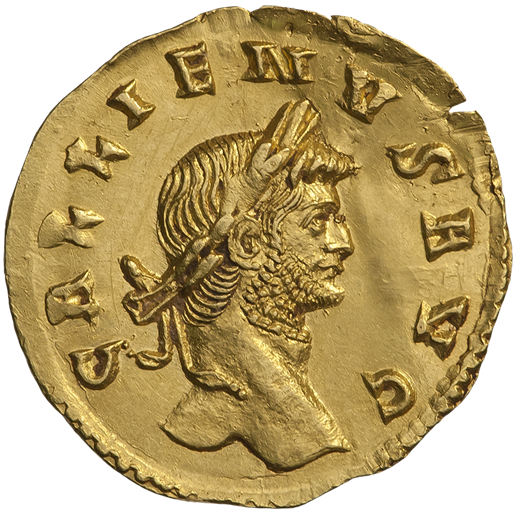
Gallienus római császár arany aureus pénzérméjének előoldala, körirataː GALLIENVS AVG.
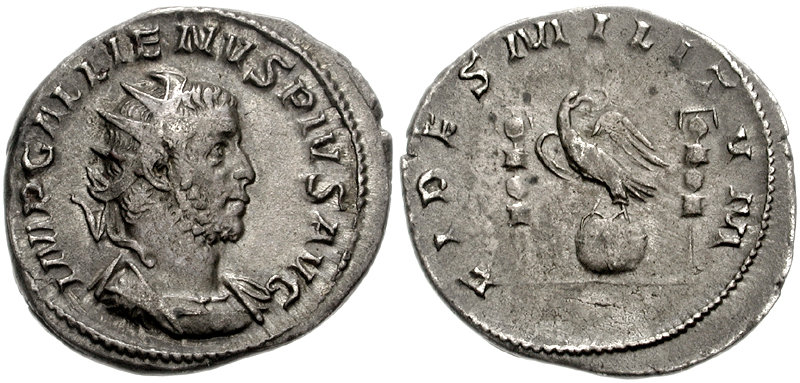
Gallienus császár ezüst antoninianus pénzérméje. Előoldalán a császár sugárkoronás portréja, felirata: IMP GALLIENVS PIUS AVG. A hátoldalán két vexillum (hadijelvény) között gömbön ülő római sas, körirataː FIDES MILITVM ("a hadsereg hűsége"). Átmérőː 21 mm, súlyː 3,98 g.

## Fordítás
- Ez a szócikk részben vagy egészben  a   Gallienus című angol Wikipédia-szócikk ezen változatának fordításán alapul.  Az eredeti cikk szerkesztőit annak laptörténete sorolja fel. Ez a jelzés csupán a megfogalmazás eredetét és a szerzői jogokat jelzi, nem szolgál a cikkben szereplő információk forrásmegjelöléseként.

| Elődei: Volusianus és Lucius Valerius Poplicola | Consul 254 collega: I. Valerianus | Utódai: I. Valerianus és Gallienus |

| Elődei: I. Valerianus és Gallienus | Consul 255 collega: I. Valerianus | Utódai: Lucius Valerius Acilius és Marcus Acilius Glabrio |

| Elődei: Priscillianus Maximus és Marcus Acilius Glabrio | Consul 257 collega: I. Valerianus | Utódai: Marcus Nummius Tuscus és Mummius Bassus |

| Elődei: Marcus Cassianius Postumus (suff) és Lucius Petronius Volusianus (suff) | Consul 261 collega: Lucius Petronius Volusianus | Utódai: Marcus Cassianius Postumus (suff) és Fulvius Quietus (suff) |

| Elődei: Fulvius Macrianus (suff) és Fulvius Quietus | Consul 262 collega: Mummius Faustianus | Utódai: Marcus Cassianius Postumus (suff) és Dexter |

| Elődei: Marcus Nummius Albinus és Dexter | Consul 264 collega: Saturninus | Utódai: Publius Licinius Valerianus és Lucillus |

| Elődei: Publius Licinius Valerianus és Lucillus | Consul 266 collega: Sabinillus | Utódai: Paternus és Arcesilaus |

| Előző uralkodó: Valerianus | Római császár 268–270 | Következő uralkodó: II. Claudius Gothicus |